# 1997 FQ4
1997 FQ4 är en asteroid i huvudbältet som upptäcktes den 31 mars 1997 av LINEAR i Socorro County, New Mexico.
Asteroiden har en diameter på ungefär 14 kilometer och den tillhör asteroidgruppen Hygiea.